# واسیلی اروشنکو
واسیلی اروشنکو (به روسی: Василий Яковлевич Ерошенко)، (زاده ۱۲ ژانویه ۱۸۹۰ در اوبوچفکا، بلگورود - درگذشته ۲۳ دسامبر ۱۹۵۲ در ابندا)، نویسنده آنارشیست، اسپرانتیست، زبان‌شناس و معلم روسی-اوکراینی (از مادری روسی و پدری اوکراینی) بود. او در چهارسالگی به سرخک مبتلا شد که او را برای تمام عمر نابینا کرد.

## سفرها و کارها
او علی‌رغم نابینایی‌اش سفرهای بسیاری کرد. در ۱۹۱۲ در اولین سفرش به انگلستان سفر کرد و در مؤسسه نابینایان آنجا مدتی تحصیل کرد. سپس در آوریل ۱۹۱۴ به ژاپن سفر کرد و در مدرسه نابینایان توکیو مدتی را گذراند و به تبلیغ زبان اسپرانتو میان دانش‌آموزان نابینا پرداخت. پس از دو سال به تایلند رفت و مدرسه نابینایان را در آنجا بنیان نهاد. سپس به هند رفت که در آنجا او را زندانی کردند و به او اتهام زدند که یک روس بلشویک است و تبعیدش کردند. او در تابستان ۱۹۱۹ موفق شد از هند فرار کند و به بندر شانگهای در چین و پس از آن دوباره به ژاپن برود. او تسلط زیادی بر زبان ژاپنی داشت و داستان‌ها و مطالب بسیاری برای ژاپنی‌ها نوشت.
در ماه می ۱۹۲۱ در تظاهرات کارگری و کنگره فدراسیون سوسیالیست ژاپن شرکت کرد و به همین دلیل دستگیر شد و او را از کشور ژاپن اخراج کردند. او به چین رفت و به نوشتن و آموزش ادبیات روسی در دانشگاه پکن و آموزش در کالج زنان مشغول شد. او در آنجا با لو شون، نویسنده سرشناس چینی آشنا شد که چندین داستان و نمایشنامه از اروشنکو را به چینی برگرداند.
او در ۱۹۲۳ به اروپا رفت و در ۱۹۲۴ به مسکو رفت. در سال‌های ۱۹۲۹ تا ۱۹۳۰ به شبه‌جزیره چوکچی و در ۱۹۳۵ به نیژنی نووگورود سفر کرد. در ۱۹۳۵، اولین مدرسه نابینایان ترکمنستان را در نزدیکی شهر ماری بنیان نهاد و تا سال ۱۹۴۵ در آنجا ماند. در سال‌های ۱۹۴۵ تا ۱۹۴۸ به عنوان استاد مدرسه نابینایان مسکو مشغول بود و در سال‌های ۱۹۴۹ تا ۱۹۵۱ در تاشکند به تدریس پرداخت. در سال ۱۹۵۲ به «اوبوخیوکا» رفت تا بر روی کتاب آخرش کار کند. بسیاری از آثار و نوشته‌هایش در طول زمان بدست افراد مختلف از بین برده شد. در شهر استاری اوسکول موزه‌ای برای یادبود او بنا شده‌است.